# Gulfport (Floride)
Pour les articles homonymes, voir Gulfport.
Gulfport est une ville américaine située dans le comté de Pinellas en Floride.

## Démographie
| 1930 | 1940  | 1950  | 1960  | 1970  | 1980   |
| ---- | ----- | ----- | ----- | ----- | ------ |
| 851  | 1 581 | 3 702 | 9 730 | 9 976 | 11 180 |

| 1990   | 2000   | 2010   | - | - | - |
| ------ | ------ | ------ | - | - | - |
| 11 727 | 12 527 | 12 029 | - | - | - |

Selon le recensement de 2010, Gulfport compte 12 029 habitants. La municipalité s'étend sur 3,89 milles carrés (10,08 km2), dont 2,76 milles carrés (7,15 km2) de terres.